# Vlag van Aimeliik

Vlag van Aimeliik

De vlag van Aimeliik bestaat uit drie horizontale banen van groen-zwart-blauw, met vijf vijfpuntige witte sterren over de hele lengte van de zwarte baan. De vijf sterren staan voor de vijf gehuchten van Aimeliik. De groene baan staat voor het regenwoud van Aimeliik, de zwarte baan voor het feit dat Aimeliik niet werd veroverd en de blauwe baan voor het grote visgebied van Aimeliik.